# 浙江省乔司监狱
乔司监狱，全名浙江省乔司监狱，成立于1950年11月，是中华人民共和国建立之初最早的一批监狱之一，位于杭州市钱塘区下沙街道（杭州经济技术开发区）星野花苑，1994年12月由乔司劳动改造支队更名为浙江省乔司监狱，下辖有乔司农场。2008年5月被司法部授予“部级现代化文明监狱”。1995年，电影《女儿谷》在此拍摄。内有陈列馆接受团队预约访问。乔司农场现已划为永久基本农田，和钱塘江、笕桥机场一道限制了杭州市区向东北扩张的开发边界。监狱亦开办国有企业，对外称浙江星野集团有限责任公司。